# Museu Vicente Pallotti
O Museu Vicente Pallotti é um museu multidisciplinar brasileiro, localizado em Santa Maria, estado no Rio Grande do Sul, sendo mantido pela Sociedade Vicente Pallotti. É um dos principais museus do estado e parte do seu acervo é tombada pelo IPHAN.

## História
O museu é uma instituição mantida pela Sociedade Vicente Pallotti. Sua missão oficial é "coletar, pesquisar e preservar os testemunhos materiais do homem e ambiente, com o objetivo de colocar o acervo a serviço da comunidade, para fins de conhecimento, estudo e reflexão".
O museu iniciou sua história como uma coleção científica fundada em 1° de janeiro de 1935 no Distrito de Vale Vêneto, em São João do Polêsine, pelos padres palotinos José Pivetta e Valentim Zamberla, ambos cientistas especializados em taxonomia. O primeiro item coletado foi um quati taxidermizado. Em 1959 o espaço destinado já não comportava um acervo que crescia rapidamente, sendo então transferido para o museu de ensino do Colégio Máximo Palotino. Em 1964 o padre Daniel Cargnin, que dirigia o museu do Colégio, transferiu as coleções para o Patronato Agrícola Antônio Alves Ramos, criando um museu unificado com o nome Museu Vicente Pallotti.
O padre Daniel e seu irmão o padre Abraão Cargnin eram ambos cientistas, e foram responsáveis por um importante incremento do acervo iniciando a coleção paleontológica. Em 1972 seu espaço foi ampliado e em 17 de dezembro de 1982 foi declarado instituição de utilidade pública pela Prefeitura Municipal, através da Lei 2.440.
Em sua trajetória experimentou períodos de dificuldade, especialmente por falta de recursos e infraestrutura precária. Entre 1994 e 1998 a instituição recebeu investimentos, possibilitando a reorganização dos seus espaços e melhoria dos seus serviços.
A partir de 2004 o museu participou da criação do Sistema Municipal de Museus, formalizado em 22 de outubro de 2008, com a missão de "facilitar e estimular o diálogo entre os museus, instituições e processos museológicos afins, contribuindo na interação e fortalecimento de uma diversificada rede de parceiros com função de preservar, gerenciar e socializar o patrimônio histórico, cultural e científico municipal". Logo após o museu indicou um dos três integrantes do Comitê Gestor.
O museu ajudou a formar outras instituições. Em 1965 parte da coleção paleontológica foi transferida para o Laboratório de Ensino em Ciências Sociais da Unijuí, sendo o núcleo fundador do Museu Antropológico Diretor Pestana. Em 2005 o museu doou a coleção de exsicatas coletadas pelo padre Pivetta para o Herbário Rioclarense.

## Acervo
Tem 14 salas de exposição e um acervo de cerca de 60 mil peças, contemplando as áreas de arqueologia, geologia, mineralogia, paleontologia, zoologia, botânica, etnologia, história, arte, tecnologia, cultura e sociedade. Segundo Machado, Marchiori & Sanchez, a riqueza do seu acervo coloca o museu entre os mais importantes do estado. Segundo Brito, "é considerado um dos maiores e mais completos museus situados no estado do Rio Grande do Sul". Na descrição de Mattos,
"Com relíquias dos séculos XIX e XX, pode-se citar, por exemplo, equipamentos da imprensa, da indústria gráfica, de usos e costumes, mobiliários e ferramentas do universo do trabalho. Do mesmo modo, a coleção conta com objetos cerimoniais, que representam os ritos da Igreja Católica, equipamentos de comunicação, de medição, registro, observação e processamento. Além disso, peças de armaria, objetos pecuniários e, por fim não menos importante, os brinquedos, peças que preservam memórias afetivas, bem como a própria infância de diversas gerações. [...] Há coleções de bens culturais, procedentes de escavações, prospecções e achados arqueológicos da cultura material dos guaranis. [...] No acervo destinado às ciências naturais, encontraram-se animais taxidermizados, mamíferos, repteis, peixes entre outros, originários do sul e de outras regiões do Brasil. [...] O museu possui peças fósseis de grande importância científica, como vertebrados e plantas fósseis do Triássico".
Um dos destaques do acervo é a coleção de arte sacra missioneira, em grande parte tombada pelo IPHAN. Para Ahlert, esta coleção é especialmente significativa por ilustrar o processo de mestiçagem entre as culturas europeia e indígena e, ao lado dos registros escritos, oferece importante informação sobre a formação histórica e social da região.
Sua seção paleontológica também merece nota, tendo a maior coleção de fósseis coletados na região de Santa Maria, sendo incluída na Rota Paleontológica Santa Maria - São Pedro - Mata. Nela há fósseis especialmente significativos, como a espécie-tipo do gênero de cinodontes Therioherpeton (Therioherpeton cargnini), considerado um elo na evolução entre répteis e mamíferos, e um crânio do rincossauro Scaphonyx fischeri.